# Херман, Даниель
Даниель Феликс Херман (нем. Daniel Felix Hermann; род. 12 октября 1986, Вупперталь, Северный Рейн-Вестфалия) — немецкий фигурист, выступавший в танцах на льду с младшей сестрой — Каролиной Херман. Они были чемпионами Германии (2009) и участниками чемпионата мира (2009, 2010).

## Биография
Даниель и Каролина выросли в многодетной семье — у них ещё пять братьев и сестёр.

## Карьера
Начал кататься на коньках в 1991 году, в возрасте пяти лет, на замерзшем озере возле дома. В 1994 году вместе с сестрой пошёл в секцию спортивного клуба «SOLINGER Turnerbund». Начинал, как и большинство фигуристов, в одиночном катании, а в 1997 году встал в танцевальную пару с сестрой. Они перешли к Олегу Рыжкину и поменяли клуб на «ERC Westfalen Dortmund». В 2003 году переехали поближе к катку в Дортмунд и живут отдельно от родителей в общежитии спортивного клуба.
В последующие годы пара соревновалась на детском уровне. В 2002 году они стали серебряными призёрами турнира «Мемориал Пала Романа» в категории «новички», а в 2003 году бронзовыми призёрами чемпионата Германии, так же среди «новичков».
С сезона 2003—2004, дуэт выступал на юниорском уровне. В 2004 и 2005 годах они становились вторыми на чемпионатах Германии, а в 2006 завоевали золотые медали среди юниоров. В эти годы они участвуют и в этапах юниорского Гран-при, но в финал им не удалось отобраться ни разу. После победы на национальном первенстве дуэт отправляется на чемпионат мира среди юниоров, где занимает 10-е место, впервые для немецких танцевальных пар за много лет. На чемпионат мира среди юниоров 2008 года Германия получает право выставить два дуэта.
В сезоне 2007—2008 перешли на «взрослый» уровень. Приняли участие в серии Гран-при, выступив на «Skate Canada», но неудачно — заняли там восьмое место. На чемпионате Германии заняли лишь третье место и не вошли в сборную на чемпионаты Европы и мира.
В сезоне 2008—2009 много стартовали на различных второстепенных турнирах: «Finlandia Trophy», «Nebelhorn Trophy», NRW Trophy, «Мемориал Ондрея Непелы». В декабре 2008 года стали победителями национального первенства и в январе 2009 дебютировали на чемпионате Европы, где стали 12-ми — не плохой результат для первого раза. В феврале 2009 года стали шестыми на зимней Универсиаде в Харбине. На чемпионате мира 2009 года были лишь 17-ми и смогли завоевать только одну лицензию в танцах на льду для Германии на зимнюю Олимпиаду 2010.
Немецкий союз конькобежцев, для квалификации фигуристов на Олимпийские игры-2010, установил следующие критерии: спортсмены должны были набрать определённую сумму баллов на одном из первых трёх международных турниров сезона 2009—2010 в которых они участвовали. Норматив для танцевальных дуэтов составил 145 баллов . Херманы, которые участвовали в серьёзных соревнованиях соревнованиях серии Гран-при, не смогли выполнить это условие и на Играх Германию представляли Кристина и Вилльям Байеры .
В январе 2010 года, решили сменить тренера и переехали в Лион в группу к Мюриэль Зазуи.
После завершения карьеры был членом комиссии атлетов при Олимпийской спортивной конфедерации Германии. Позже работал в шанхайском представительстве компании Adidas.

## Результаты
(Выступления в паре с Каролиной Херман)
| Соревнования                | 01/02         | 02/03         | 03/04         | 04/05         | 05/06         | 06/07         | 07/08         | 08/09         | 09/10         | 11/12         |
| Международные               | Международные | Международные | Международные | Международные | Международные | Международные | Международные | Международные | Международные | Международные |
| --------------------------- | ------------- | ------------- | ------------- | ------------- | ------------- | ------------- | ------------- | ------------- | ------------- | ------------- |
| Чемпионат мира              |               |               |               |               |               |               |               | 17            | 22            |               |
| Чемпионат Европы            |               |               |               |               |               |               |               | 12            |               |               |
| Гран-при Канады             |               |               |               |               |               |               | 8             |               | 7             |               |
| Гран-при России             |               |               |               |               |               |               |               |               | 9             |               |
| Кубок Ниццы                 |               |               |               |               |               |               |               |               |               | 6             |
| Золотой конёк               |               |               |               |               |               |               |               |               | 4             |               |
| Finlandia Trophy            |               |               |               |               |               |               |               | 6             |               |               |
| Универсиада                 |               |               |               |               |               |               |               | 6             |               |               |
| NRW Trophy                  |               |               |               |               |               |               |               | 2             | 2             | 3             |
| Nebelhorn Trophy            |               |               |               |               |               |               | 5             | 7             | 11            |               |
| Мемориал Непелы             |               |               |               |               |               |               | 5             | 2             |               |               |
| Мемориал Романа             |               |               |               |               |               |               | 2             | 4             |               | 3             |
| Международные среди юниоров |               |               |               |               |               |               |               |               |               |               |
| Чемпионат мира              |               |               |               |               |               | 10            |               |               |               |               |
| Гран-при Тайваня            |               |               |               |               |               | 8             |               |               |               |               |
| Гран-при Польши             |               |               |               |               | 7             |               |               |               |               |               |
| Гран-при Германии           |               |               |               | 12            |               |               |               |               |               |               |
| Гран-при Сербии             |               |               |               | 10            |               |               |               |               |               |               |
| Гран-при Мексики            |               |               | 9             |               |               |               |               |               |               |               |
| Гран-при Болгарии           |               |               | 9             |               | 11            |               |               |               |               |               |
| Мемориал Романа             |               |               |               | 4             | 1             | 3             |               |               |               |               |
| Национальные                |               |               |               |               |               |               |               |               |               |               |
| Чемпионат Германии          |               |               |               |               |               |               | 3             | 1             | 2             | 3             |
| ЧГ среди юниоров            |               |               | 4             | 2             | 2             | 1             |               |               |               |               |
| ЧГ среди новичков           | 4             | 3             |               |               |               |               |               |               |               |               |